# ساندرا میسن
دام ساندرا پرونلا میسن (انگلیسی: Dame Sandra Prunella Mason؛ زادهٔ ۱۷ ژانویهٔ ۱۹۴۹)سیاستمدار، وکیل و دیپلمات اهل باربادوس است که از ۳۰ نوامبر ۲۰۲۱ به عنوان نخستین رئیس‌جمهور باربادوس خدمت می‌کند. او پیشتر از سال ۲۰۱۸ تا ۲۰۲۱، هشتمین و آخرین فرماندار کل بارباردوس بود. وی دومین زنی می‌باشد که این مقام را برعهده داشت. در ۲۰ اکتبر ۲۰۲۱، میسون توسط پارلمان باربادوس به عنوان اولین رئیس‌جمهور انتخاب شد و در ۳۰ نوامبر ۲۰۲۱، زمانی که باربادوس از پادشاهی مشروطه خارج شد و به جمهوری تبدیل شد، کار خود را آغاز کرد.